# Louis Hébrard
Pour les articles homonymes, voir Hébrard.
Louis Hébrard, né le 20 août 1922 à Gignac (Hérault) est Mort pour la France le 1er mai 1945 lors de la réduction de la poche de La Rochelle, est un médecin militaire français.

## Biographie
Louis Hébrard fut admis à l'École du service de santé de Lyon le 10 octobre 1942 après avoir enseigné un an au Petit Séminaire Saint-Roch de Béziers et entamé des études de médecine à la Faculté de Montpellier.
Nommé médecin auxiliaire du corps civil de santé à titre temporaire, le 18 août 1943, le temps d'une mission en Allemagne, il fut versé le 20 août à la réserve du personnel sanitaire (RPS) du Val-de-Grâce, mais dut néanmoins rester à Paris où il réussit ses examens de deuxième année à la Faculté de médecine Paris Descartes.
Il demanda alors à être affecté dans une unité combattante et fut dirigé sur la garnison de Saintes, où il fut incorporé, le 5 décembre 1944, à la 4e compagnie du 6e régiment d’infanterie qui avait été constitué à Rochefort avec des éléments du maquis Bir-Hakeim-Foch.
Le 20 février 1945, il est nommé, à titre temporaire, médecin aspirant de l'armée d'active.
Le 31 mars 1945, il fut cité à l’ordre du régiment et reçut la croix de guerre.
« Le Médecin Auxiliaire Louis Hébrard, patriote ardent, s’est engagé pour servir au maquis Bir-Hacheim-Foch, affecté à l’infirmerie régimentaire s’est volontairement rendu à plusieurs reprises en première ligne pour donner ses soins et assurer l’évacuation des blessés. S’est imposé à tous par son courage, son abnégation et ses qualités professionnelles. Cette citation comporte l’attribution de la Croix de Guerre. »
Le 1er mai 1945, il fut mortellement blessé par un tir d'artillerie lors de l'attaque de La Rochelle.
« La poche de Royan est réduite [NdR : le 18 avril 1945], il ne reste plus que La Rochelle à libérer. Il [NdR : Le Médecin auxiliaire Louis Hébrard] demande à être affecté au Bataillon qui monte en ligne. Il obtient le 30 avril cette autorisation tant attendue et part avec cette Unité, quelques heures plus tard. Au matin du 1er mai 1945, vers 6 heures et demie, alors que les éléments avancés atteignent le Marouillet, un violent tir d’artillerie ennemi s’abat sur le bataillon. Hébrard est le premier touché, ses brancardiers accourent mais sont tous trois fauchés. Transporté à la formation chirurgicale mobile de Rochefort, Louis Hébrard expire vers midi. »
Le 18 février 1946, la Médaille Militaire lui est concédée à titre posthume avec citation à l'ordre de l'armée.
« Jeune médecin d’un dévouement absolu, s’est donné depuis des mois à sa tâche avec toute sa foi et toute sa jeunesse. Profondément aimé de ses hommes. Volontaire pour l’attaque du 1er mai 1945. A été tué face à l’ennemi. Son abnégation et son courage tranquille en font un exemple pour tous. »
L'École de santé navale de Bordeaux et l'École de santé de Lyon ont commémoré son souvenir en donnant son nom à la promotion 1973.
Une stèle est aujourd’hui érigée sur le lieu du sacrifice de Louis HÉBRARD et de ses brancardiers sur le plateau des « Cent Journaux », au sud du village de Voutron, un hameau de la commune d'Yves. 
Une autre stèle plus sobre et plus accessible, située à l’entrée du village de Voutron, rappelle celle-ci.

## Décorations
- Médaille Militaire  France
- Croix de guerre 1939-1945 (France)  France